# 85. pehotni polk (Italija)
85. pehotni polk Verona/Sabratha (izvirno italijansko 85º Reggimento fanteria) je pehotni polk (Kraljeve) Italijanske kopenske vojske.

## Zgodovina
Med prvo svetovno vojno je bil polk aktiven na soški fronti ter med drugo svetovno vojno je bil nastanjen v Severni Afriki.